# Prozessionsaltar (Euerdorf, Hammelburger Straße 16)

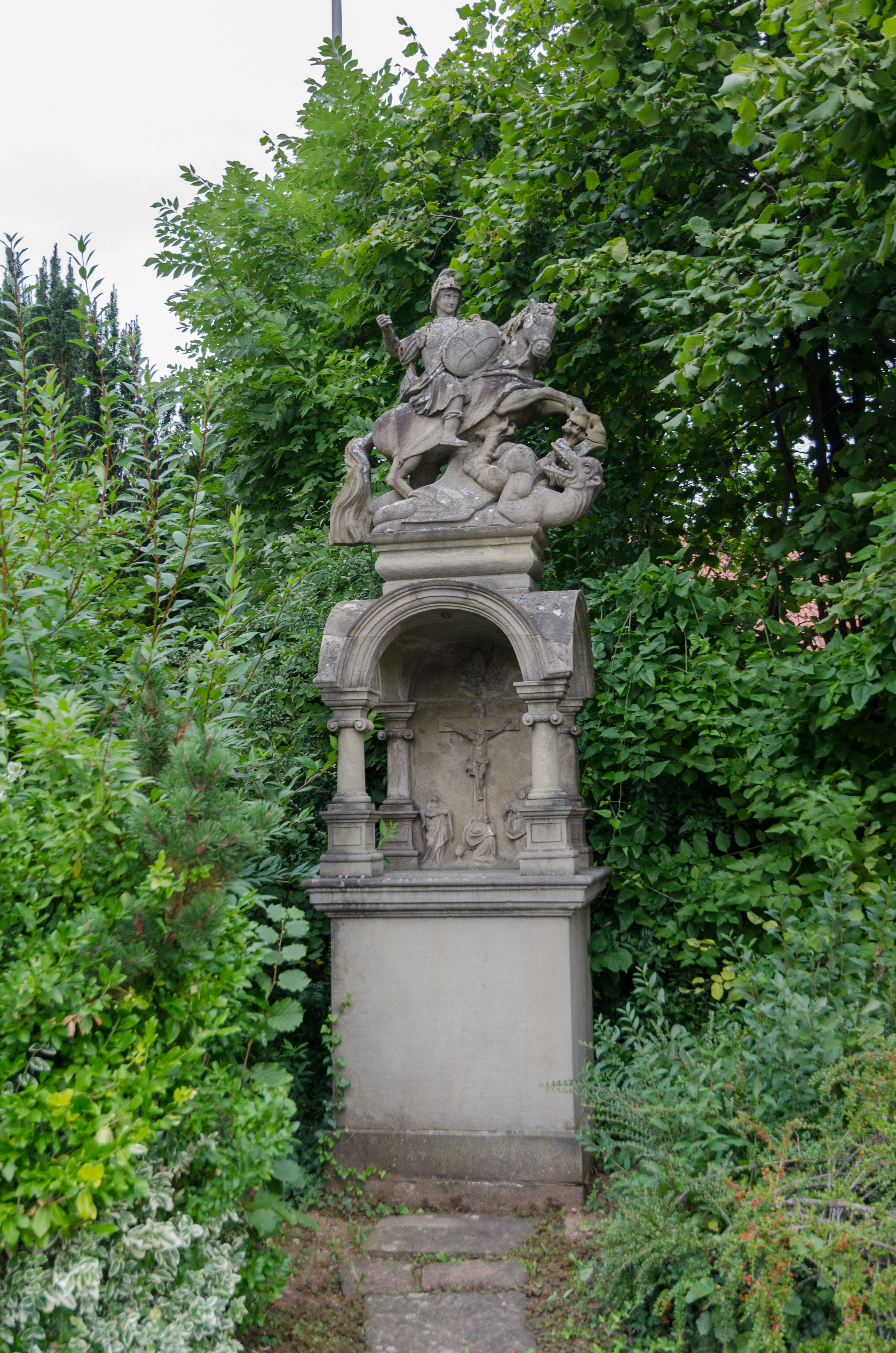
Prozessionsaltar in der Hammelburger Straße 16 in Euerdorf.

Der Prozessionsaltar in der Hammelburger Straße 16 befindet sich in Euerdorf, einem Markt im unterfränkischen Landkreises Bad Kissingen in der Hammelburger Straße 16 vor der St. Johannes der Täufer-Kirche.
Er gehört zu den Baudenkmälern in Euerdorf und ist unter der Nummer D-6-72-122-10 in der Bayerischen Denkmalliste registriert.

## Beschreibung
Der Prozessionsaltar besteht aus gelbem Sandstein und stammt aus dem Jahr 1721.
Das Relief des Prozessionsaltars zeigt Christus am Kreuz und drei Assistenzfiguren. Die Bekrönungsfigur des Prozessionsaltars stellt den hl. Georg als Drachentöter dar.
Die Stirnseite des Sockels trägt die Bezeichnung „1721“. Die Inschrift am Sockel ist verwittert: «DIESE BILDNUSSEN.....GOTT UND DEN.....1721».